# Interleukine
 (mars 2009).
Si vous disposez d'ouvrages ou d'articles de référence ou si vous connaissez des sites web de qualité traitant du thème abordé ici, merci de compléter l'article en donnant les références utiles à sa vérifiabilité et en les liant à la section « Notes et références ».

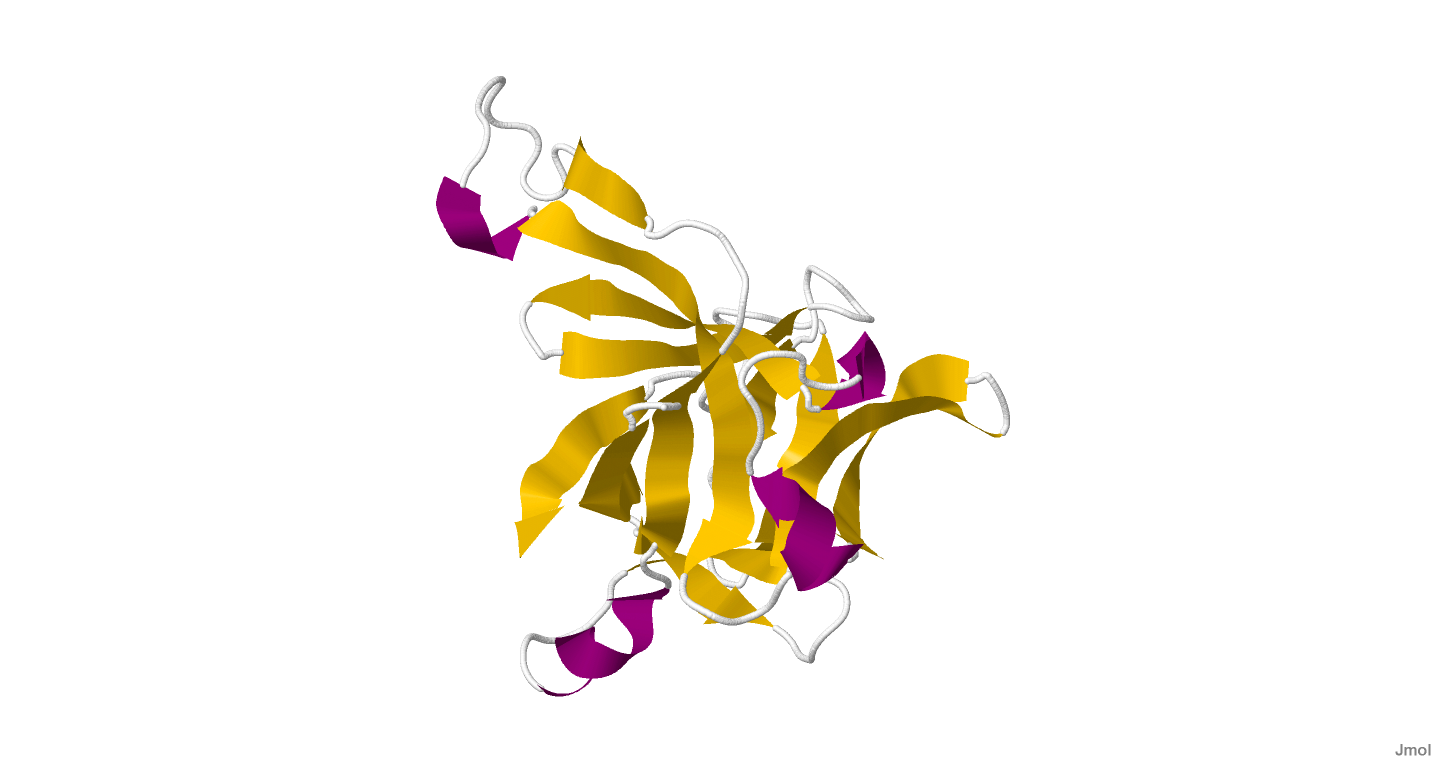
Structure de l'interleukine 1B.

Les interleukines (IL) sont un groupe de cytokines, ainsi nommées car les premières observations semblaient montrer qu'elles étaient exprimées par les globules blancs (leucocytes, d'où -leukin) en guise de moyen de communication (d'où inter-).
Le terme a été créé en 1979, une époque où n'étaient connues que deux interleukines (IL1 et IL2). Il a été découvert par la suite que les interleukines étaient produites par une large variété de tissus et cellules, et que, bien que regroupées sous cette terminologie par commodité, elles ne présentent aucune parenté biochimique ni de fonction entre elles. Elles ont été classées par numéro au gré des découvertes. Au début 2006, 31 cytokines sont connues et dénommées sous l'intitulé IL.
L'interleukine-8 est en fait  une chimiokine.

## Interleukine 2
- L'interleukine 2 est principalement produite par les lymphocytes T sécréteurs, résultants de la différenciation des lymphocytes T CD4 et dans une moindre mesure par les lymphocytes T CD8, les cellules dendritiques, les lymphocytes NK (natural killer) et NK-T (natural killer T). Contrairement à ce qui a longtemps été imaginé du fait de constats in vitro, sa principale fonction n'est pas tant la multiplication in vivo des lymphocytes T et B que la régulation des lymphocytes T régulateurs, dont elle assure l’homéostasie et promeut les fonctions, permettant ainsi à ces cellules T régulatrices qui limitent l’action des cellules effectrices, de prévenir les dérives réactionnelles auto-immunes[1].

## Famille de l'interleukine-1

### Interleukine 1
L'interleukine 1 est sécrétée par les macrophages pour stimuler la prolifération puis la différenciation des lymphocytes T CD4 spécifiques à un antigène présenté sur les membranes des macrophages, et ayant préalablement été phagocytés par ces derniers.
Elle fut identifiée en 1972 par Gery et Waksman, qui décrivaient pour la première fois la présence d'un facteur capable de potentialiser la réponse des lymphocytes T CD8. 
Les gènes de l'interleukine 1 α et β se trouvent sur le bras long du chromosome 2 constitués de 7 exons dont un non codant.
L'IL1 peut être sécrétée par de nombreuses cellules comme les macrophages, les lymphocytes B et T, les cellules dendritiques, les plaquettes, etc. Elle est présente dans les fluides biologiques (plasma, liquide amniotique…)
Ses actions sont variées et redondantes avec celles du TNF : augmentation de la température corporelle (fièvre), dérèglement du sommeil, rejet de greffe, prolifération de fibroblastes.
| Nom        | Origine                                                           | Récepteur             | Cellules R +          | Réponse Th | Signalisation | Transcription | Pro-I | Anti-I |
| ---------- | ----------------------------------------------------------------- | --------------------- | --------------------- | ---------- | ------------- | ------------- | ----- | ------ |
| IL-1 beta  |                                                                   |                       |                       |            |               |               |       |        |
| IL-1 gamma |                                                                   |                       |                       |            |               |               |       |        |
| IL-18      |                                                                   |                       |                       |            |               |               |       |        |
| IL-33      | Endothélium , Kératinocyte Fibroblaste Myocyte lisse , Épithélium | Complexe ST2/IL-1RAcP | Mastocyte Neutrophile | Th2        | JAK2          | NFκB          |       |        |
| IL-36      |                                                                   |                       |                       |            |               |               |       |        |
| Il-37      |                                                                   |                       |                       |            |               |               |       |        |
| IL-38      |                                                                   |                       |                       |            |               |               |       |        |

## Famille de l'interleukine-6
| Nom   | Origine | Récepteur | Cellules R + | Réponse Th | Signalisation | Transcription | Pro-I | Anti-I |
| ----- | ------- | --------- | ------------ | ---------- | ------------- | ------------- | ----- | ------ |
| IL6   |         | gp130     |              |            |               |               |       |        |
| IL11  |         | gp130     |              |            |               |               |       |        |
| IL-27 |         | gp130     |              |            |               |               |       |        |

## Famille de l'interleukine-10
Ces cytokines partagent des sous-unités de récepteurs et des voies de signalisation communes.Tous les membres de la famille des cytokines IL-10 signalent via des récepteurs hétérodimères composés d'une chaîne α et d'une chaîne β. Cette famille  échange des informations entre les cellules immunitaires et les cellules épithéliales.
Les membres de la sous-famille des cytokines IL-20 signalent à travers un récepteur qui se compose d'au moins une chaîne de récepteur IL-20 (IL-20R). L'IL-20Rβ peut se coupler avec l'IL-20Rα formant l'IL-20R de type I, qui agit comme un récepteur pour l'IL-19, l'IL-20 et l'IL-24. De plus, IL-20Rβ forme avec IL-22Rα l'IL-20R de type II par lequel IL-20 et IL-24 peuvent signaler . L'IL-26, qui n'est présente que chez l'homme et non chez la souris, émet des signaux via le récepteur de l'IL-26 qui se compose d'IL-20Rα et d'IL-10Rβ . De plus, IL-22Rα et IL-10Rβ forment le récepteur IL-22 pour IL-22.
| Nom                               | Origine | Récepteur | Cellules R + | Réponse Th | Signalisation | Transcription | Pro-I | Anti-I |
| --------------------------------- | ------- | --------- | ------------ | ---------- | ------------- | ------------- | ----- | ------ |
| IL-10                             |         |           |              |            |               |               |       |        |
| IL-12                             |         |           |              |            |               |               |       |        |
| IL-22                             |         |           |              |            |               |               |       |        |
| Sous-famille de l'interleukine 20 |         |           |              |            |               |               |       |        |
| Récepteur Interleukine 20 type 1  |         |           |              |            |               |               |       |        |
| IL-19                             |         |           |              |            |               |               |       |        |
| IL-20                             |         |           |              |            |               |               |       |        |
| IL-24                             |         |           |              |            |               |               |       |        |
| Récepteur Interleukine 20 type 2  |         |           |              |            |               |               |       |        |
| IL-20                             |         |           |              |            |               |               |       |        |
| IL-24                             |         |           |              |            |               |               |       |        |

## Famille de l'interleukine-12
| Nom   | Origine | Récepteur | Cellules R + | Réponse Th | Signalisation | Transcription | Pro-I | Anti-I |
| ----- | ------- | --------- | ------------ | ---------- | ------------- | ------------- | ----- | ------ |
| IL-12 |         |           |              |            |               |               |       |        |
| IL-23 |         |           |              |            |               |               |       |        |
| IL-27 |         |           |              |            |               |               |       |        |
| IL-35 |         |           |              |            |               |               |       |        |

## Liste d'interleukines connues et de leurs fonctions
- IL1 : engendre une réponse lymphocytaire.
- IL2 : sécrétée par les lymphocytes T CD4, elle stimule à fortes doses la prolifération lymphocytaire mais surtout régule la réaction immunitaire. Elle peut être utilisée à forte dose en immunothérapie pour traiter certains types de cancer (mélanome, carcinome rénal), avec cependant, un taux de réponse clinique relativement modeste (15 %) ; à faibles doses, elle est utilisée dans le traitement des maladies auto-immunes et inflammatoires[1].
- IL3 : sécrétée par les lymphocytes T, elle stimule les cellules souches de la moelle osseuse.
- IL4 : impliquée dans la prolifération des lymphocytes B, le développement des lymphocytes T et des mastocytes. Elle a un rôle important dans la réponse Th2 et les réactions allergiques.
- IL5 : rôle dans la stimulation des lymphocytes B, la production de leucocytes éosinophiles et la production (ainsi que la glycosylation) des IgA.
- IL6 : effets pro-inflammatoires directs et prolongés sur l'activation des lymphocytes.
- IL7 : impliquée dans la survie, le développement et l'homéostasie des cellules B, T et NK.
- IL9 : stimule les mastocytes
- IL10 : limite l'expression des molécules de complexes majeurs d'histocompatibilité et de la présentation antigéniques.
- IL13 : stimule la croissance et la différenciation des lymphocytes B, inhibe les cellules Th1 et la production de cytokines pro-inflammatoires par les macrophages.
- IL15 : stimule la maturation des cellules NK.
- IL17 : induit la production de cytokines pro-inflammatoires.
- IL21
- IL-22 : sécrétée par les lymphocytes TH17, les ILC3s, les lymphocytes T CD8+, les lymphocytes T γδ, les cellules NK, les cellules myéloïdes, les fibroblastes. Leur expression est induite par l'AHR, l'IL-1β, l'IL-6, l'IL-23, Notch.
- IL-31: sécrétion sous la dépendance d'une tyrosine kinase type Jak, implication dans la genèse du prurit dans la dermatite atopique.
- IL-34